# Papa Pius al IX-lea
Papa Pius al IX-lea, născut Giovanni Maria Mastai-Ferretti, (n. 13 mai 1792, Sena Gallica, Marchia Anconitana, Statele Papale – d. 7 februarie 1878, Palatul Apostolic, Vatican) a fost al 255-lea Papă timp de 31 de ani din 16 iunie 1846 până la moartea sa. Este cel mai prelungit pontificat din istoria Bisericii. A convocat Conciliul Vatican I în 1869, care a declarat dogma infailibilității papale. Papa Pius al IX-lea a definit și conceptul a Neprihănitei Zămisliri a Feciorei Maria, care înseamnă că Maria a fost concepută în afara păcatului primordial. A fost beatificat (declarat fericit).

## Istoricul pontificatului
Din punct de vedere politic, pontificatul a coincis cu mișcări revoluționare în Italia și în toată Europa. Inițial papa Pius al IX-lea a fost liberal, eliberând deținuții politici închiși de predecesorii săi. De asemenea a propus Romei un cadru constituțional de guvernare. A devenit conservator după unele asasinate politice, acte teroriste și revoluțiile din Italia, Franța și Germania. În timpul revoluției de la 1848 a fost nevoit să părăsească Roma, iar pe 20 septembrie 1870 Statul Papal a fost ocupat de Regatul Italiei. Papa nu a acceptat Legea Garantării din partea Italiei, care presupunea finanțarea Vaticanului și dependența politică față de Regatul Italiei.
Politica bisericească față de alte țări ca Franța, Germania și Rusia nu a fost mereu reușită și consecventă din cauză că aceste țări au continuat laicizarea instituțiilor publice. A încheiat concordate cu Austro-Ungaria, Portugalia, Spania, Ecuador, Venezuela, Honduras, Salvador și Haiti.
Afacerea Edgardo Mortara, legată de un copil evreu botezat la vârsta de 2 ani de o slujnică a familiei sale, care a fost ulterior educat la o școală catolică și a devenit ulterior misionar, a otrăvit relațiile papei cu comunitățile evreiești și cu cercurile liberale contemporane. Papei i-a fost reproșată protecția lui Edgaro Mortara împotriva voinței familiei sale.

## Caracterizarea pontificatului
Papa Pius al IX-lea a fost deopotrivă iubit, venerat și detestat de contemporani. Apelul său cu privire la „Obolul Sfântului Petru”, care chema la susținerea financiară a Sfântului Scaun, după ce papa a devenit prizonier în Cetatea Vaticanului înconjurată din toate părțile de Italia, a fost suficient pentru a-i menține independența.